# Ingoe
Ingoe är en ort i civil parish Matfen, i grevskapet Northumberland i England. Orten är belägen 15 km från Hexham. Ingoe var en civil parish 1866–1955 när det uppgick i Matfen och Belsay. Civil parish hade 162 invånare år 1951.